# Order Oswobodziciela
Order Oswobodziciela (hisz. Orden del Libertador) – wenezuelskie najwyższe odznaczenie państwowe ustanowione 14 września 1880. W 2010 order ten został zniesiony i zastąpiony przez Order Oswobodzicieli i Oswobodzicielek Wenezueli.

## Historia
Order Oswobodziciela został ustanowiony w 1880 przez prezydenta Wenezueli Antonia Guzmána Blanco na cześć bohatera walk o wyzwolenie Ameryki Południowej spod władzy Hiszpanów – Simóna Bolívara. W 1922 order został zreformowany przez prezydenta Juana Vicente'a Gómeza.
Order Oswobodziciela dzielił się na sześć klas:
- Łańcuch – El Collar;
- I Klasa (Wielka Wstęga) – Primera Clase (Gran Cordón);
- II Klasa (Wielki Oficer – Segunda  Clase (Gran Oficial);
- III Klasa (Komandor – Tercera Clase (Comendador);
- Iv Klasa (Oficer – Cuarta Clase (Oficial);
- V Klasa (Kawaler – Quinta Clase (Caballero)[3].

Wielkim Mistrzem Orderu był ex officio (z urzędu), każdy nowo zaprzysiężony prezydent Wenezueli.
Order zawieszony jest na jedwabnej wstążce w kolorach narodowych Wenezueli: czerwonym, niebieskim i żółtym – rozłożonych równomiernie, od lewej do prawej.

## Odznaczeni (lista niepełna)
Łańcuch
Wielcy Mistrzowie Orderu – prezydenci Wenezueli ex officio (od 1922):
- Juan Vicente Gómez
- Juan Bautista Pérez
- Eleazar López Contreras
- Isaías Medina Angarita
- Rómulo Betancourt
- Rómulo Gallegos Freire
- Carlos Delgado Chalbaud
- Germán Suárez Flamerich
- Marcos Pérez Jiménez
- Wolfgang Enrique Larrazábal Ugueto
- Edgar Sanabria
- Raúl Leoni
- Rafael Antonio Caldera Rodríguez
- Carlos Andrés Pérez Rodríguez
- Luis Herrera Campins
- Jaime Lusinchi
- Ramón José Velásquez
- Hugo Chávez Frías
- Pedro Francisco Carmona Estanga
- Diosdado Cabello Rondón

Obcokrajowcy:
- Mahmud Ahmadineżad – prezydent Iranu
- Albert I Koburg – król Belgów[4]
- Baszar al-Assad – prezydent Syrii
- Michelle Bachelet – prezydent Chile
- Andrew Bertie – wielki mistrz Zakonu Kawalerów Maltańskich (1988, Wielka Brytania)[5]
- Raúl Modesto Castro Ruz – przewodniczący Rady Ministrów i przewodniczący Rady Państwa Republiki Kuby[6]
- Mohammad Chatami – prezydent Iranu
- Rafael Correa – prezydent Ekwadoru
- Haile Selassie I – cesarz Etiopii
- Muammar al-Kaddafi – przywódca Libii (2009)[7]
- Néstor Kirchner – prezydent Argentyny
- Alaksandr Łukaszenka – prezydent Białorusi (2007)[8]
- Dmitrij Miedwiediew – prezydent Federacji Rosyjskiej (2008)[9]
- Władimir Putin – premier i prezydent Federacji Rosyjskiej (2010)[10]

Wielka Wstęga
Wenezuelczycy:
- Asdrúbal Aguiar – profesor prawa, pisarz i publicysta, polityk, gubernator Dystryktu Stołecznego
- Gustavo Cisneros – ekonomista, przedsiębiorca i inwestor, prezes imperium medialnego „Organización Cisneros”
- Simón Díaz – kompozytor, aranżer i wokalista
- Guillermo García Ponce – pisarz, polityk socjalistyczny
- Vladimir Gessen – psycholog, dziennikarz i polityk
- Willian Lara – dziennikarz, polityk, gubernator Guárico, przewodniczący Zgromadzenia Narodowego
- Alberto Martini Urdaneta – profesor prawa, sędzia Sądu Najwyższego, polityk
- Adolfo Taylhardat – prawnik, dyplomata, przedstawiciel Wenezueli w Radzie Bezpieczeństwa ONZ
- Arturo Uslar Pietri – pisarz i polityk, reprezentant Wenezueli w Lidze Narodów i UNESCO
- Italo del Valle Alliegro – generał, minister obrony

Obcokrajowcy:
- Muhammad Yunus – ekonomista, laureat Pokojowej Nagrody Nobla (Bangladesz)
- Javier de Belaúnde – historyk, prawnik i polityk (Peru)
- Denzil Douglas – premier Saint Kitts i Nevis
- Fernando González Llort – Bohater Kuby (Kuba)[11]
- René Gonzalez Sehwerert – Bohater Kuby (Kuba)[11]
- Antonio Guerrero Rodríguez – inżynier i poeta, Bohater Kuby (Kuba)[11]
- Gerardo Hernández Nordelo – Bohater Kuby (Kuba)[11]
- Paul Hymans – polityk, prezydent Zgromadzenia Ligi Narodów (Belgia)
- Ramón Labañino Salazar – Bohater Kuby (Kuba)[11]
- André Malraux – pisarz, eseista i archeolog, polityk (Francja)[12]
- John Pershing – generał (Stany Zjednoczone)

Wielki Oficer
Wenezuelczycy:
- Vicente Nebrada – choreograf, tancerz i baletmistrz

Komandor
Wenezuelczycy:
- Gustavo Dudamel – dyrygent, kompozytor i skrzypek
- Pastor Maldonado – kierowca wyścigowy
- Johan Santana – baseballista